# 偶像大師 灰姑娘女孩 U149
《偶像大師 灰姑娘女孩 U149》是萬代南夢宮娛樂原作、廾之作畫的日本漫畫，為社交網路遊戲《偶像大師 灰姑娘女孩》的外傳漫畫，以第三藝能課身高149cm以下的小學生偶像為主角。2016年10月15日公布序章第0話，2017年11月28日正式開始連載。
2022年4月3日，宣布啟動電視動畫企劃。電視動畫將於2023年4月首播。

## 登場人物
本作品围绕一个由身高小于149厘米，年龄小于12岁的小女孩们组成的偶像部门“第三艺能课”（第3芸能課）的偶像活动而展开。在原作漫画中，根据剧情的展开，还有横山千佳、福山舞、游佐梢、佐城雪美四人加入，改编电视动画中也在第12話登场露面，获得付声的游佐梢和佐城雪美在BD发行光碟的OVA中登场。
橘愛麗絲（聲：佐藤亞美菜）
12岁。认真严肃的小女孩，威风凛凛的睫毛，及腰的棕色长发，头上一个大大的蓝色蝴蝶结，喜欢用平板电脑来查询研究事物。由于名字“爱丽丝”显得童话化，所以不喜欢被人以名字称呼而要求使用姓氏称呼。
櫻井桃華（聲：照井春佳）
12岁。成熟稳重的富家千金，蓬松金发绿瞳。举止得体有礼貌，说话如大小姐般充满敬语。
赤城米莉亞（聲：黑澤朋世）
11岁。活泼好动的小女孩，黑发棕瞳，梳着一对短短的马尾辫。个性元气不怕生，喜欢和别人聊天。有一个刚出生的妹妹。
的場梨沙（聲：集貝花）
12岁。喜欢性感打扮，性格高傲强势的小女孩，黑发金瞳，梳着一对很长的双马尾。喜欢使用豹纹图案的装饰。十分喜欢爸爸，也是为了爸爸而成为偶像，扬言要修改法律来和爸爸结婚，经常被結城晴吐槽这点。
結城晴（聲：小市真琴）
12岁。喜欢踢足球的假小子女孩。个性大大咧咧。运动能力和身体素质很好。平时着装也偏男性化，不太习惯裙子。由于是家庭让其更女孩子化而让她成为偶像，所以对偶像的态度不太感冒，但还是愿意喜爱足球那样担当偶像。
佐佐木千枝（聲：今井麻夏）
11岁。黑色短直发黑瞳，平时经常带着兔子发卡的女孩。性格文静害羞，在活动室时多数在完成作业，喜欢缝纫。
龍崎薰（聲：春瀨夏美）
9岁。留着橙色短发，黄瞳的小女孩，个性活泼，经常在活动室玩耍。经常帮家里准备餐食，擅长做料理，但不喜欢吃青椒。
市原仁奈（聲：久野美咲）
9岁。棕色头发并经常束出两条前摆辫子，棕瞳，说话有点大舌头并且带有的口癖。十分喜欢布偶装，连平时都经常穿着。由于父母双忙，导致平时也很孤独，也是导致以布偶装来弥补孤独感的原因。
古賀小春（聲：小森結梨）
12岁。金发棕瞳。个性温顺，十分喜欢和向往公主，也以此作为成为偶像的目标。养有一只名为“咻君”的美洲鬣蜥，会为它打扮，也偶然会将其带出家。
製作人（聲：米內佑希）
接手第三艺能课的新制作人。已入职偶像事务所三年，希望能培养较为成熟的女性偶像，但见到第三艺能课的现状后，还是决定留下来带领第三艺能课走上偶像的舞台。

## 出版書籍
第1卷到第10卷附有特装版和包含歌曲与广播剧的CD，从第6卷开始没在一般市面书店销售，只在部分动漫店、大型零售店和Cygames官方邮购网站“Cystore”发行，所以没有ISBN码。
| 卷數   | 小學館         | 小學館                       |
| 卷數   | 發售日期       | ISBN                         |
| ------ | -------------- | ---------------------------- |
| 1      | 2017年7月28日  | ISBN 9784065092040（通常版） |
| 1      | 2017年7月28日  | ISBN 9784065092057（特裝版） |
| 2      | 2018年1月30日  | ISBN 9784065092453（通常版） |
| 2      | 2018年1月30日  | ISBN 9784065092460（特裝版） |
| 3      | 2018年5月30日  | ISBN 9784065118696（通常版） |
| 3      | 2018年5月30日  | ISBN 9784065118689（特裝版） |
| 4      | 2018年10月30日 | ISBN 9784065129432（通常版） |
| 4      | 2018年10月30日 | ISBN 9784065129449（特裝版） |
| 5      | 2019年5月30日  | ISBN 9784065163085（通常版） |
| 5      | 2019年5月30日  | ISBN 9784065163115（特裝版） |
| 新裝版 |                |                              |
| 1      | 2020年4月30日  | -                            |
| 2      | 2020年4月30日  | -                            |
| 3      | 2020年4月30日  | -                            |
| 4      | 2020年4月30日  | -                            |
| 5      | 2020年4月30日  | -                            |
| 6      | 2020年4月30日  | -                            |
| 7      | 2021年4月28日  | -                            |
| 8      | 2021年4月28日  | -                            |
| 9      | 2022年4月28日  | -                            |
| 10     | 2022年4月28日  | -                            |
| 11     | 2023年3月30日  | -                            |
| 12     | 2023年4月28日  | -                            |
| 13     | 2023年5月30日  | -                            |
| 14     | 2023年6月30日  | -                            |
| 15     | 2023年7月28日  | -                            |
| 16     | 2023年8月30日  | -                            |
| 17     | 2024年6月28日  | -                            |
| 18     | 2025年4月11日  | -                            |
| 19     | 2025年4月11日  | -                            |

## 电视动画

### 制作人员
- 原作：万代南梦宫娱乐
- 原案：《偶像大师 灰姑娘女孩 U149》廾之
- 监督：冈本学
- 副监督：高岛宏之
- 剧本、系列构成：村山冲
- 动画角色设计、总作画监督：井川典惠
- 概念艺术：大久保锦一
- 设计WORKS：野田猛、小田崎惠子、中村伦子、渡部尧皓、槙田路子
- 顾问：长町英树
- 美术设定：曾野由大、高桥武之、金平和茂
- 美术监督：井上一宏
- 色彩设计：土居真纪子
- 3DCG监督：石川宽贡、榊正宗、神谷宣幸
- 摄影监督：关谷能弘
- 剪辑：三岛章纪
- 音响监督：冈本学
- 音响效果：仓桥裕宗
- 音响制作：dugout
- 音乐：宫崎诚
- 音乐制作人：柏谷智浩
- 音乐制作：日本哥伦比亚
- 企划：藤原孝史、渡边耕一、北条真
- 执行制作人：田中快、竹中信广、柏谷智浩
- 制作人：川口崚太、富田功一郎、秋田穰、柏谷智浩
- 企划监修：本田良宽
- 原作协力：Bandai Namco Studio
- 动画制作人：上内健太
- 製作管理:近藤成一
- 动画制作：Cygames Pictures
- 出品：万代南梦宫娱乐、Cygames、日本哥伦比亚

### 主题曲
片頭曲
Shine In The Sky☆（第2 - 10話、OVA）
作詞：Mahiro，作曲：俊龍，編曲：Sizuk，主唱：U149
片尾曲
（第1話）
作詞：朝仓路，作曲、編曲：，主唱：U149
（第2話）
作詞、作曲、編曲：BNSI（佐藤貴文），主唱：市原仁奈
Romantic Now（第3話）
作詞：BNSI（MC TC），作曲、編曲：BNSI（Taku Inoue），主唱：赤城米莉亞
（第4話）
作詞：小金井つくも，作曲、編曲：坪田修平（TRYTONELABO），主唱：櫻井桃華
GEMSTONE（第5話）
作詞、作曲：出口遼，編曲：出口遼、飯田涼太，主唱：的場梨沙
ACE（第6話）
作詞：ミズノゲンキ，作曲、編曲：睦月周平，主唱：結城晴
（古賀小春 Solo Remix）（第7話）
作詞：marhy，作曲、編曲：BNSI（內田哲也），主唱：古賀小春
（第8話）
作詞：磯谷佳江，作曲：小野貴光，編曲：玉木千尋，主唱：佐佐木千枝
（第9話）
作詞：高瀨愛虹，作曲、編曲：，主唱：龍崎薰
（第10話、第12話）
作詞、作曲、編曲：ヒゲドライバー，主唱：U149
to you for me（第11話）
作詞：渡部紫緒，作曲：BNSI（Yoshi），編曲：瀧澤俊輔（TRYTONELABO），主唱：橘愛麗絲
（OVA）
作詞、作曲、編曲：森本練，主唱：佐城雪美
（OVA）
作詞：八城雄太，作曲：，編曲：賀佐泰洋，主唱：遊佐梢
插入曲
（第1話）
作詞：marhy，作曲、編曲：BNSI（內田哲也）
（第2話）
作詞：Apis（TRYTONELABO），作曲、編曲：瀧澤俊輔（TRYTONELABO），主唱：市原仁奈、一之瀨志希（蓝原琴美）、宮本·芙蕾德莉卡（高野麻美）
（第3話）
作詞、作曲、編曲：ゆよゆっぺ，主唱：安部菜菜（三宅麻理惠）、佐藤心（花守由美里）、赤城米莉亞
（第4話）
作詞、作曲：北川悠仁，編曲：玉屋2060%（Wienners），主唱：櫻井桃華
BEYOND THE STARLIGHT（第5話）
作詞：八城雄太，作曲、編曲：石濱翔（MONACA），主唱：的場梨沙
Tulip（第6話）
作詞：森由里子，作曲、編曲：石濱翔（MONACA），主唱：速水奏（饭田友子）、鹽見周子（卢婷）、城崎美嘉（佳村遙）、宮本芙蕾德莉卡、一之瀨志希
Nightwear（第6話）
作詞：MCTC，作曲、編曲：TAKU INOUE，主唱：速水奏、鹽見周子、城崎美嘉、一之瀨志希、宮本芙蕾德莉卡
（第7話）
作詞：朝倉路，作曲、編曲：，主唱：古賀小春
Sing the Prologue♪（第8話）
作詞：高瀨愛虹，作曲：瀧澤俊輔（TRYTONELABO），編曲：TAKT（TRYTONELABO），主唱：桐生司（河濑茉希）、佐佐木千枝
（第8話）
作詞、作曲、編曲：鶴﨑輝一，主唱：桐生司
SUN♡FLOWER（第9話）
作詞：坂井龍二，作曲、編曲：山崎真吾，主唱：橘愛麗絲、結城晴、龍崎薰
（第9話）
作詞：fumi，作曲：小野貴光，編曲：玉木千尋，主唱：堀裕子（铃木绘理）、片桐早苗（和氣杏未）、及川雫（野口百合）
（第10話）
作詞、作曲、編曲：宮崎誠，主唱：U149
（第10話、第11話、第12話）
作詞、作曲：俊龍，編曲：Sizuk，主唱：U149
in fact（第11話）
作詞、作曲：Maiko Fujita，編曲：川田瑠夏，主唱：橘愛麗絲
（第12話）
作詞、作曲、編曲：宮崎誠，主唱：佐佐木千枝、櫻井桃華、市原仁奈、龍崎薰、赤城米莉亞
（第12話）
作詞：高瀨愛虹，作曲、編曲：，主唱：U149

### 各话列表
| 集數 | 標題                                      | 編劇   | 分鏡       | 演出             | 作畫監督                                                                                                 | 總作畫監督 | 首播日期                    |
| --- | ----------------------------------------- | ------ | ---------- | ---------------- | --- | ---------- | --------------------------- |
| 1 | 在鏡中無法看見自己什麼樣的面貌 （）       | 村山沖 | 岡本學     | 片岡史旭         | 井川典惠                                                                                                 | 井川典惠   | 2023年4月5日                |
| 在某个偶像事务所中，有一个名为“第三艺能课”的部门，成员由9名小学生偶像组成。虽然这个项目是事务所会长亲自指定的，但部长对这个部门却感到棘手，如同烫手山芋一般。因此，部长安排了一名入职3年的矮小青年担任这个部门的新制作人。当这位制作人来到部门时，场面略显尴尬，一边是全员小学生，另一边则是看上去同样不太成熟的矮小青年。较为成熟的爱丽丝甚至产生了申请更换制作人的念头。然而，制作人注意到了这个部门因为成员全是看上去不太成熟的小学生偶像而遭受冷落，于是他决定要努力当好她们的制作人，带领她们走向梦想中的那个舞台。 |                                           |        |            |                  | |            |                             |
| 2 | 明明出門了卻說我回來了 是什麼 （）        | 村山沖 | 高嶋宏之   | 高嶋宏之         | 須川康太、槙田路子、高妻匠、井川典惠                                                                     | 井川典惠   | 2023年4月12日               |
| 喜欢布偶装的市原仁奈带着她心爱的布偶装来到事务所。当制作人安排小偶像们去拍摄定妆照时，仁奈在拍摄过程中被要求脱下布偶装，这让她感到十分不开心。在完成基础训练离开训练所时，仁奈不小心遗落了一件布偶装，后来被同社的偶像一之濑志希和宫本芙蕾德莉卡捡到。仁奈回到事务所后才发现布偶装不见了，因此感到非常伤心。于是，她和制作人、爱丽丝一起外出寻找。在寻找的过程中，制作人注意到仁奈和周边的居民相处得十分愉快。后来，他们中途遇到了捡到布偶装的一之濑志希和宫本芙蕾德莉卡。仁奈向她们索要布偶装，但志希拒绝了。仁奈提到自己的父母忙于工作，只有布偶装能让她得到众人的关注，以此来弥补她的孤独感。制作人和爱丽丝安慰她，指出是她活泼的性格让她受人欢迎，而不是布偶装。这番话让仁奈恍然大悟。在此期间，志希也偷偷留下了布偶装作为归还并离开了。之后，在拍摄定妆照时，仁奈也接受了脱下布偶装的要求。 |                                           |        |            |                  | |            |                             |
| 3 | 沉入海底卻不會濕的東西 是什麼 （）        | 村山沖 | 高橋正典   | 高橋正典         | 末田晃大、小池智史、佐佐木洋也                                                                           | 井川典惠   | 2023年4月19日               |
| 制作人四处找人给小偶像们提供出演机会，但她们都因被嫌弃年纪小而遭到拒绝。在与小偶像们聊天时，制作人得知她们喜欢看同社偶像安部菜菜和佐藤心主持的节目《Sugar兔TV》，于是想到找她们合作以获得宣传机会。然而，当佐藤心来迎接时，她并没有让来访的小偶像们直接参与节目，但同意和她们一起录制视频。在录制与赤城米莉亚的视频时，不小心开启了直播模式，导致内容在《Sugar兔TV》的直播频道上播出。尽管期间经历了一些小风波——比如看到米莉亚直播时获得观众的大量打赏，佐藤心并没有立即制止直播；又因为只有米莉亚出镜而没有佐藤心，曾引发观众们的争议，但米莉亚沉着应对了下来——这次直播的整体气氛仍然很好。尽管因为这次意外直播，制作人和佐藤心受到了佐藤心上司的责备，但米莉亚觉得这次直播聊天非常开心。之后，双方合作制作了多个视频，第三艺能课的活动也逐渐受到了关注。不久，制作人为第三艺能课成功接到了一个综艺节目的出演机会。 |                                           |        |            |                  | |            |                             |
| 4 | 明明折斷了羽翼卻仍然飛走的 是什麼 （）    | 村山沖 | 河原龍太   | 河原龍太         | 野田猛                                                                                                   | 井川典惠   | 2023年4月26日               |
| 制作人为第三艺能课接到了一档综艺节目的出演邀请，这档节目是一个邀请偶像们答题的娱乐节目，答错的话就会受到跳蹦极的惩罚。节目组特别点名要求樱井桃华出演，实际上更主要的原因是她的家族企业樱井集团的赞助。在节目录制当天，因为不放心，橘爱丽丝也跟随制作人和桃华一同前往演出现场。爱丽丝注意到，在整个节目录制过程中，桃华都严格按照剧本设定的人设——娇蛮高傲的富家大小姐来表演，而且表现得十分敬业。尽管如此，平时沉稳成熟的桃华还是对如何表现得像一个“正常的孩子”而感到困惑。在进行蹦极环节时，桃华感到矛盾而害怕。制作人留意到后，要求暂停录制。为了安抚桃华，制作人决定自己先跳一次蹦极，让桃华理解到即使是大人也会感到害怕，从而让她放心。随后，桃华决定按照自己的本性，勇敢地完成了蹦极的演出，给在场的观众留下了深刻印象。通过这期节目，小偶像们纷纷称赞桃华的表现，第三艺能课也因此得到了更多的关注。 |                                           |        |            |                  | |            |                             |
| 5 | 明明很高卻一直都在地下的 是什麼 （）      | 村山沖 | 長町英樹   | 長町英樹         | 長沼智也、栗原裕明                                                                                       | 井川典惠   | 2023年5月3日                |
| 的场梨沙是个自信高傲的女孩，她热爱性感打扮，十分喜欢父亲，也是为了父亲而成为偶像。第三艺能课其他人的出演成功使她感到烦躁和焦急。制作人为的场推荐了一个电影主角的试镜机会，尽管这个角色的人设和她的性格仍有差距，但的场仍十分自信地认为自己能够胜任这个演出。制作人也为她准备了一份试镜对策作为参考。的场在试镜前特地向父亲提起此事，但遗憾的是，这次试镜她没能成功，因此她感到不满意和自责。尽管如此，制作人认为是自己的失误，并转达了电影制作方的意见，另外推荐了一个文静性格的角色给的场。后来，制作人与的场一起回家时聊天，制作人鼓励的场能继续努力展现她自己的魅力，以回报她为成为偶像所付出的努力。之后，制作人和其他小偶像为的场重新设计了装扮，以符合接演角色的文静性格。在电影拍摄前上妆时，的场留意到装扮中有一只豹纹发卡，这是制作人留意到她这个爱好而特意加上的，也暗示了对她个性的认同。的场心里十分感激，最后电影拍摄十分顺利。作为回报，的场邀请制作人带领其他偶像们一起观看她参演的电影。之后，她还向结城晴说起自己成为偶像的目的，是为了出名到能成为日本首相，然后修改法律来让自己与父亲结婚，这一想法被结城晴吐槽。 |                                           |        |            |                  | |            |                             |
| 6 | 越热越要加的东西 是什么 （）              | 村山沖 |            |                  | 、岡崎滉、才田圭之介、佐佐木洋也、鹿戶大介、瀧吾郎、保村成、蔡泓鏗、濱平蒼生、林由香                     | 井川典惠   | 2023年5月10日               |
| 制作人找到了一份周末为同社偶像组合LiPPS的演出做伴舞的工作机会，于是安排的场和结城去参加这次演出。由于的场和结城的舞蹈能力出色，练习过程相当顺利。然而，结城无法接受演出的裙子服装，因此与的场发生了争执。结城一气之下离开了训练所。随后，的场请求制作人到结城经常踢足球的小公园去找他谈话。在谈话中，结城提到自己成为偶像主要是家人的意愿，他本人对此并不太热衷，但他愿意像对待足球一样认真对待偶像工作。为了缓解结城的抵触情绪，制作人安排小偶像们一起观看LiPPS之前的演出片段。结城看到演出上热烈的气氛后，内心有所触动。同时，制作人也尽力与上级沟通，争取让结城在裙子下加上安全裤，并亲自演示给结城看。结城虽然觉得这样的着装有些好笑，但还是接受了这一安排。到了演出当日，两人顺利完成了LiPPS演出的伴舞工作。结城对偶像的工作也逐渐感到满意，并期待制作人能带领他们登上属于自己的舞台。 |                                           |        |            |                  | |            |                             |
| 7 | 明明沒有聲音卻能發聲的 是什麼 （）        | 村山沖 | 高嶋宏之   | 藍崎灯           | 須川康太、矢永沙織、槙田路子                                                                             | 井川典惠   | 2023年5月17日               |
| 古贺小春是一个怀揣公主梦的小女孩，她养了一只名为“咻君”的鬣蜥。由于小时候经常迷路，自从父母给她买了这只鬣蜥后，她就很容易被找回，因此鬣蜥被她视为她的“骑士”。有一次，制作人找到了一个户外演出的邀请，希望她带着她的鬣蜥一起出场。小春欣然接受了这个演出邀请，并和其他小偶像分享了她成为偶像的初衷，那就是希望成为每个人都喜欢的公主。当天活动演出非常成功，演出结束后在休息时，小春回想起演出时台下观众开心的笑容，突然看到一只蝴蝶，便跟着蝴蝶离开了演出场地。制作人在发现小春走失后，立即和众人一起四处寻找。期间下起了雨，小春在一个亭子避雨，但鬣蜥却走开了，这让小春开始反思身为公主的真正意义。幸运的是，鬣蜥找到了制作人，并引领他们找到了小春。在返回的路上，小春豁然开朗，她告诉制作人，她已经决定了自己要成为什么样的公主。 |                                           |        |            |                  | |            |                             |
| 8 | 為了變美而穿上的 是什麼 （）              | 村山沖 | 片岡史旭   | 片岡史旭         | 井川典惠、小田崎惠子、佐佐木洋也、杉薗朗子、岡崎滉、小池智史、保村成、高妻匠、矢永沙織、濱平蒼生         | 井川典惠   | 2023年5月31日               |
| 制作人正在积极为小偶像们寻找举行Live的机会。恰逢同社的高中生偶像桐生司，她经营着自己的服装品牌，正需要几名小女孩作为自己服装展示会的模特。当小偶像们纷纷自荐参加时，佐佐木千枝却表现得不太自信。于是，制作人带着米莉亚、小春和千枝前往与司会面。司为众人安排了准备演出的工作。千枝对司的成熟感到十分憧憬，她擅长裁缝，对服装装饰的搭配令司也赞叹不已，甚至开玩笑说想招募她到自己的品牌下工作。到了中午休息吃饭时，司不小心将咖啡泼洒到准备演出的服装上。米莉亚和小春立刻建议让千枝利用她的裁缝能力来解决这个问题。然而，千枝害怕失败，犹豫不决。制作人见状，鼓励千枝要像司一样，即使害怕失败也要勇敢地去完成工作。在大家的鼓励下，千枝鼓起勇气，用自己的裁缝技巧巧妙地遮盖了衣服的污渍，并重新打造了新的衣服装饰。在服装展示会上，众人的表现大获成功。千枝也通过这次经历见识到了舞台的光彩，变得更加自信。展示会结束后，司再次向千枝提出邀请，希望她能加入自己的团队。但千枝婉言谢绝，并决定继续留在第三艺能课。司对此表示赞赏，并约定下次见面时能成为彼此的对手。 |                                           |        |            |                  | |            |                             |
| 9 | 一變暖就會綻放笑容的 是什麼 （）          | 村山沖 | 諸冨直也   | 諸冨直也         | 秋月彩、桐谷真咲、富永一仁、中島順、                                                                     | 井川典惠   | 2023年6月7日                |
| 制作人向上层反馈，希望能为第三艺能课举办Live演出，但部长对这个要求仍然持保留态度，令制作人感到有些失落。从龙崎薰那里得到启发后，制作人决定带众人去海边度假，以放松心情。在这次度假中，龙崎薰展现出了她活泼开朗的一面。当橘爱丽丝独自坐在遮阴处时，薰主动将她带出来和大家一起玩耍，大家玩得非常开心。晚饭时，众人一起制作披萨，爱丽丝不小心撒了大量糖到自己那份披萨饼皮上，薰巧妙地用大量草莓来中和，使得烤出来的披萨成品味道让爱丽丝感到十分满意。薰在和制作人聊天时提到自己不喜欢吃青椒，制作人则鼓励她去克服这个偏好。薰因此决定称呼制作人为“老师（せんせぇ）”。晚上睡觉前，爱丽丝感谢薰让她学会了如何在夏天玩得开心。经过一天的愉快行程，众人满载而归。此时，制作人的手机收到了课长的消息，商讨为第三艺能课创作原创曲的事宜。 |                                           |        |            |                  | |            |                             |
| 10 | 越疊加越鮮豔的顏色 是什麼 （）            | 村山沖 | 長町英樹   | 高橋正典、白羽鬨 | 小池智史、矢永沙織、冨谷美香、落合良亮、蔡泓鏗、高妻匠、濱平蒼生、林由香                                 | 井川典惠   | 2023年6月14日               |
| 制作人带来了为第三艺能课创作的歌曲样品，小偶像们试听后非常喜欢，纷纷表示希望能举行一次演唱Live。然而，当制作人向上层申请批准时，部长对这个由小孩子组成的部门仍然持保留态度，并对此诸多挑剔和刁难。小偶像们偶然间得知了制作人的艰难处境，心中五味杂陈。就在此时，几位偶然路过的大人偶像给了她们建议，鼓励她们自行举办演唱Live。按照橘爱丽丝的提议，制作人决定向上层反馈，提出自费自备，在部门办公楼的楼顶，以网络直播的方式举办这场演唱Live。之后，他们也在事务所内派发传单进行宣传。演出当日，小偶像们和制作人亲自布置舞台，几位大人偶像也来到现场帮忙并观看演出。小偶像们献上了歌曲《》，这首歌曲在网络上大受欢迎。随着演出的成功，上层对第三艺能课的态度也有所改观，并预定让众人组合出道。小偶像们对此感到非常高兴。然而，在故事的结尾，爱丽丝开始对自己成为偶像的梦想感到迷茫。她陷入了深深的思考，不知道自己是否真的适合走这条路，也不知道未来的路该如何走下去。 |                                           |        |            |                  | |            |                             |
| 11 | 大人与小孩的区别 是什么 （）              | 村山沖 | 小林敦     | 小林敦           | 井川典惠、栗原裕明、瀧吾郎、岡崎滉、槙田路子、須川康太、矢永沙織、佐佐木啓悟、高妻匠                     | 井川典惠   | 2023年6月21日               |
| 上层给第三艺能课的组合起了一个极具小孩子特色的组合名“U149”。尽管这是出于市场营销的考虑，但这种过度强调小孩子特质，几乎将孩子们当作儿戏的做法，让制作人感到非常不满。然而，课长还是劝导制作人，作为成熟的大人，应该学会对这件事保持宽容。第二天，制作人向小偶像们介绍了这个名字，并解释了起名的原委。众人都表示很高兴，但对于一直不希望被当作小孩子的爱丽丝来说，她心中却充满了郁闷。此外，原本参加组合的活动需要父母过来面谈，但唯独爱丽丝迟迟没有告诉父母这件事。她陷入了偶像梦想和未来学业选择的双重困境，感到十分迷茫。制作人希望爱丽丝能尽快和父母沟通面谈的事宜，并对她展现出的成熟态度表示赞赏。尽管爱丽丝最终还是跟母亲提起了面谈的事，但她心中依然对“小孩和大人的区别是什么”充满疑惑。过了一段时间，当爱丽丝的父母和制作人面谈时，大家惊讶地发现爱丽丝并没有向父母提及关于偶像出道的事。同时，大家也发现爱丽丝在训练结束后走失了。心存困惑的爱丽丝在雨中四处游荡，显得格外孤独。雨后，制作人来到部门办公楼的楼顶，找到了正在独自唱歌的爱丽丝。爱丽丝向制作人坦露心声，她认为父母并不看重她的偶像梦（尽管她自己非常看重），担心说出来会被父母拒绝。作为大人的制作人表示会真心希望并支持她们能实现偶像梦，他因无法直接帮助爱丽丝实现梦想而深感遗憾，眼泪不禁滑落，这深深打动了爱丽丝。回到家中，爱丽丝鼓起勇气向母亲坦诚了自己的偶像梦想，并解释这并不会与未来学业冲突。她表达了自己对成为偶像的热爱和执着，父母也被她的成熟思考所打动，最终同意了她的选择。之后，爱丽丝允许制作人称呼她那个充满童真色彩的名字“爱丽丝”，并终于明白：小孩和大人，在追求梦想的道路上，其实并没有本质的区别。 |                                           |        |            |                  | |            |                             |
| 12 | 天亮時看不見 但睡著了便能看看 是什麼 （） | 村山沖 | 鈴木健太郎 | 、井端義秀       | 小池智史、佐佐木洋也、鹿戶大介、長沼智也、長町英樹、矢永沙織、原誠、井川典惠、濱平蒼生、落合良亮、蔡泓鏗 | 井川典惠   | 2023年6月28日               |
| 小偶像们和制作人非常希望争取参加三周后事务所举办的大型演出，但由于开幕时间安排在晚上，超出了童工的工作限定时间，他们遗憾地未能参加。虽然感到沮丧，但他们仍然相互勉励，继续努力。爱丽丝和众人离开事务所时，无意间提出了希望参加演出的愿望，这一诉求恰巧被事务所会长听到。会长随即指令部长和下属立即重新安排演出时间以适应他们的需求。得知原因后，原本参演的年长偶像们也表示了理解和支持。另一方面，制作人和小偶像们一起撰写了新歌的歌词，并准备为众人安排创作新曲。与此同时，课长来到办公楼告诉制作人他们已经能够参加演出了。在接下来的三周里，事务所忙于准备歌曲、演出服以及排舞练习。为了证明自己，爱丽丝和众人坚持进行高强度的训练排舞。演出当天，小偶像们来到演出场地，与其他偶像们见面。准备期间，制作人无意间与会长谈到了他对这群孩子的看法和态度。演出开始，小偶像们成功地演出了新曲《》。演出结束后，制作人和小偶像们在办公室畅谈各自的梦想，然后大家各自回家，结束了这美好而充实的一天。在故事的结尾，制作人为组合带来了4名新的伙伴，他们一起携手前行，朝着更大的梦想努力。 |                                           |        |            |                  | |            |                             |
| OVA | （）                                      | 村山沖 | 諸冨直也   | 諸冨直也         | 諸冨直也、高妻匠、蔡泓鏗                                                                                 | 井川典惠   | 2023年10月25日 （發售日期） |
| OVA | （）                                      | 村山沖 | 片岡史旭   | 片岡史旭         | 井川典惠、長沼智也、岡崎滉、槙田路子、小池智史                                                           | 井川典惠   | 2023年10月25日 （發售日期） |

### 播放电视台
日本深夜動畫：下文記載的日本国内播放時間使用日本標準時間（UTC+9）表示。因為部分時間标识會採用30小时制，因此請留意这类超过24:00的时间，其實際播放時間為翌日清晨。
| 播放日期        | 播放时间             | 播放电视台  | 播放地区   | 备注                   |
| --------------- | -------------------- | ----------- | ---------- | ---------------------- |
| 2023年4月5日 -  | 星期三 24:00 - 24:30 | 東京電視台  | 关东广域圈 | 附带字幕               |
| 2023年4月5日 -  | 星期三 23:00 - 23:30 | AT-X        | 日本全国   | 通信卫星广播，附带字幕 |
| 2023年4月10日 - | 星期一 23:30 - 24:00 | BS11        | 日本全国   | 广播卫星广播           |
| 2023年4月14日 - | 星期五 22:30 - 23:00 | BS日本      | 日本全国   | 广播卫星广播           |
| 2023年4月15日 - | 星期六 7:00 - 7:30   | TVQ九州放送 | 福冈县     |                        |

## 外部連結
- 漫畫連載網站 （页面存档备份，存于）（日語）
- 電視動畫官方網站 （页面存档备份，存于）（日語）
- 偶像大師 灰姑娘女孩 U149的X（前Twitter）（日語）